# Mordellistena heterocolor
Mordellistena heterocolor es una especie de coleóptero de la familia Mordellidae.

## Distribución geográfica
Habita en Florida (Estados Unidos).